# Sahn

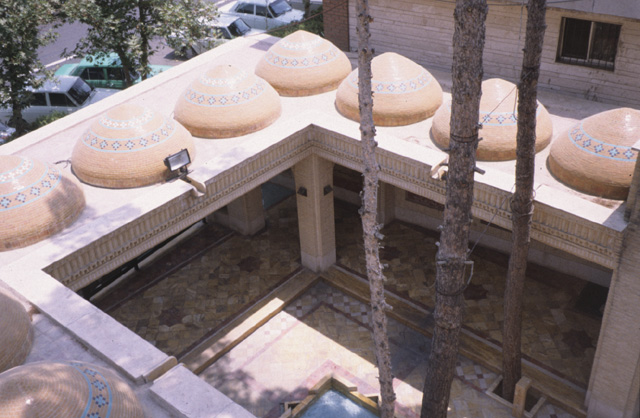
Een sahn met een howz in het midden.

Een sahn  (Arabisch: صحن, ṣaḥn) is de benaming voor een binnenplaats in de islamitische architectuur. Volgens de traditionele islamitische architectuur heeft elke (traditionele) moskee een sahn, die omringd is met een arcade. 
In de Perzische architectuur bevindt zich op de sahn meestal een howz, een symmetrisch waterbassin dat ook gebruikt wordt voor rituele wassingen.